# Crossroads & Illusions
Crossroads & Illusions è un EP del gruppo punk rock Strung Out, pubblicato il 7 aprile 1998 dalla Fat Wreck Chords.

## Tracce
1. Crossroads
2. Mind Of My Own
3. Barfly
4. Ghost Town
5. Open Mic

## Formazione
- Jason Cruz - voce
- Jake Kiley - chitarra
- Rob Ramos - chitarra
- Chris Aiken - basso
- Jordan Burns - batteria